# Robert Cornelius
Robert Cornelius, född 1 mars 1809, död 10 augusti 1893, var en amerikansk pionjär inom fotografering.

## Karriär
Cornelius föddes i Philadelphia som son till den holländske immigranten Christian och dennes fru Sarah Cornelius (född Soder). Hans far arbetade som silversmed innan han startade ett företag som tillverkade lampor. Som ung fick han utbildning på en privatskola, där han visade särskilt intresse för kemi. År 1831 började han arbeta för sin far där han specialiserade sig på försilvring och metallpolering. Han blev känd för sitt arbete och blev så småningom kontaktad av den amerikanske uppfinnaren Joseph Saxton med uppmaningen att skapa en silverplatta till dennes daguerreotype föreställande Central High School i Philadelphia. Det var detta möte som utlöste Cornelius intresse för fotografi. Med sin egen kunskap om kemi och metallurgi, samt hjälp av kemisten Paul Beck Goddard, arbetade Cornelius med att få fram vällyckade daguerreotype-bilder. En dag i oktober 1839 placerade Cornelius en kamera på baksidan av sin fars lampaffär. Den bild han producerade blev ett självporträtt och är den äldsta fotografiska bilden på en människa.
Cornelius öppnade 1840 en fotografistudio närliggande Chestnut Hill i Philadelphia och var för sin tid en av de första fotografistudiorna i USA. I och med att populariteten för fotografi växte och fler fotografer öppnades, valde Cornelius istället att återgå till sitt familjeägda företag inom gas- och belysningsindustrin.
Robert Cornelius gifte sig med Harriet Comly år 1832, med vilken han fick sammanlagt åtta barn, tre söner och fem döttrar.

## Galleri

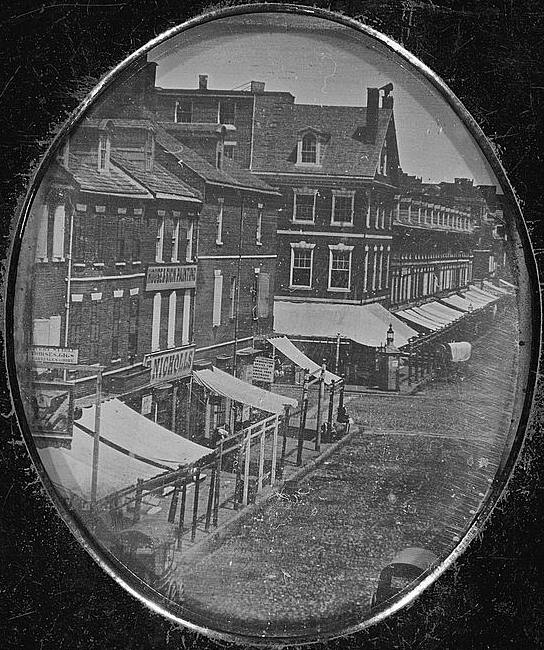
Philadelphia, Market street 1840.
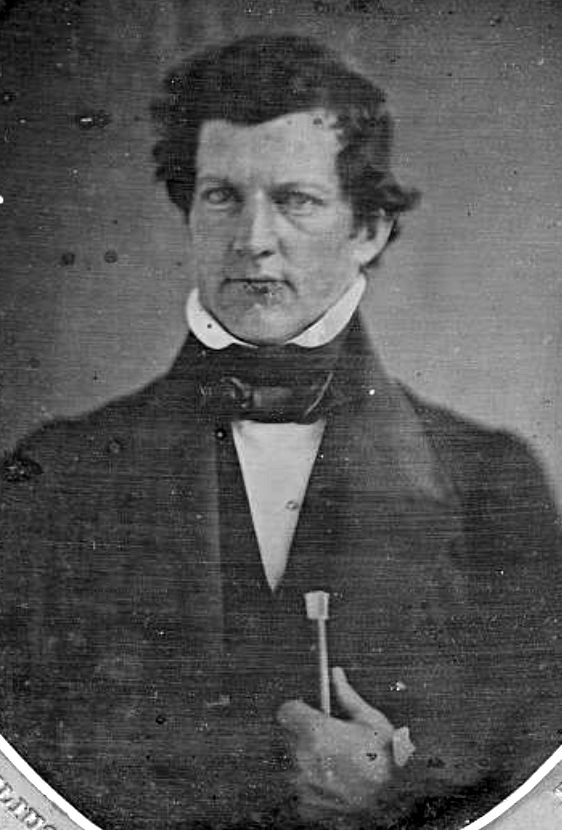
Solomon Andrews.
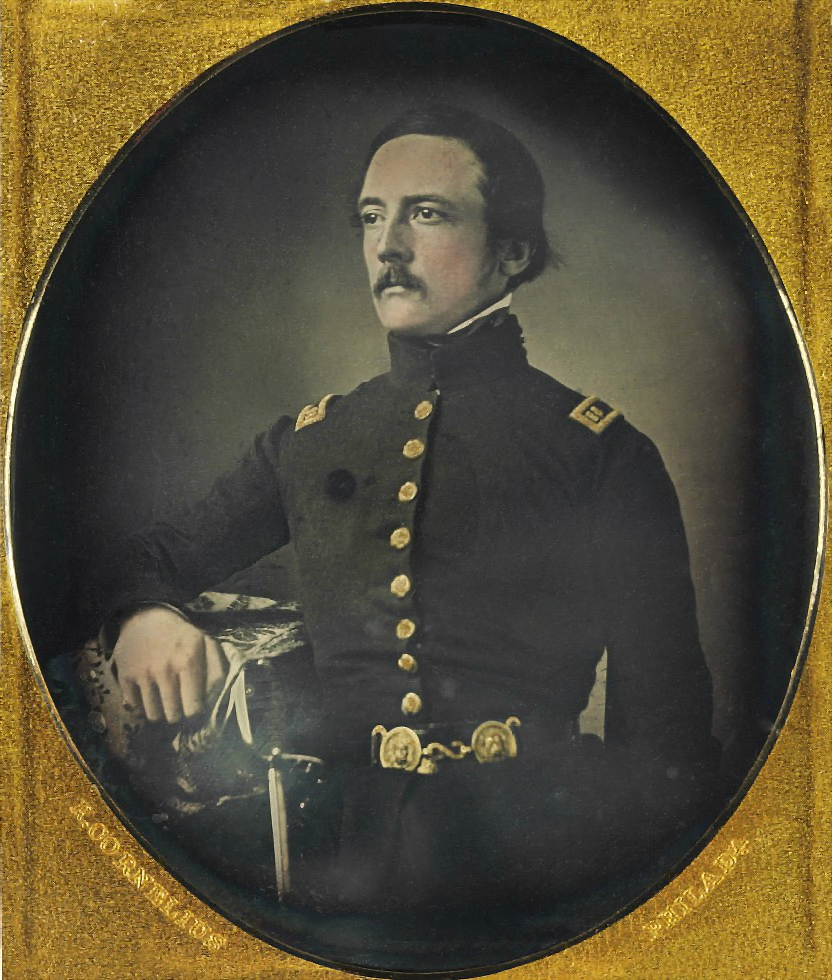
Captain Charles John Biddle.
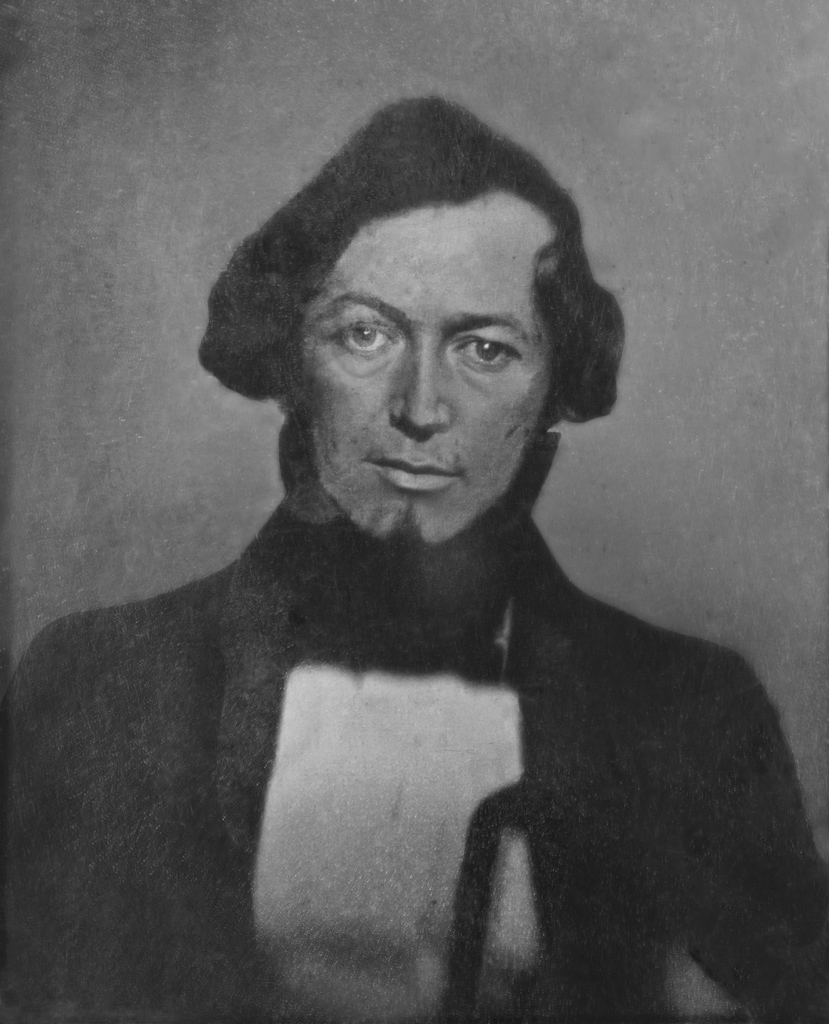
Elliott Cresson.
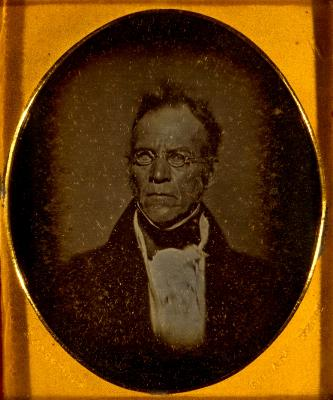
Isaiah Lukens.
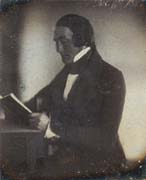
Martin Hans Boyè  1841.